# Leptotarsus (Longurio) spinosus
Leptotarsus (Longurio) spinosus is een tweevleugelige uit de familie langpootmuggen (Tipulidae). De soort komt voor in het Afrotropisch gebied.